# 1900

## أحداث
- تأسيس مدينة كافينغ [الإنجليزية] وتقع حاليا في بابوا غينيا الجديدة.
- تأسيس مدينة آقداش وتقع حاليا في أذربيجان.
- تأسيس مدينة بئر السبع.
- تأسيس مدينة كونسبسيون، توكومان وتقع حاليا في الأرجنتين.
- تأسيس مدينة أريس وتقع حاليا في كازاخستان.
- 29 مايو: تأسيس مدينة انجمينا وتقع حاليا في تشاد.
- سيغموند فرويد يضع كتابه تفسير الأحلام.

### يناير
- 1 يناير - هاواي تطلب التمثيل داخل المؤتمر الوطني للحزب الجمهوري.
- 2 يناير
  - وزير الخارجية الأمريكي جون هاي يعلن عن سياسة الباب المفتوح لتشجيع التجارة مع الصين.
  - الزعيم مصطفى كامل يصدر العدد الأول من جريدة اللواء.
- 4 يناير- الإضرابات في بلجيكا وألمانيا تؤدي إلى أعمال شغب لعمال التعدين.
- 5 يناير
  - جون ردموند القائد الإيرلندي يدعو للثورة على الحكم البريطاني.
  - الدكتور هنري رولاند من جامعة جونز هوبكينز تعلن عن نظرية حول سبب مغناطيسية الأرض.
- 6 يناير - حرب البوير الثانية: البوير يهاجمون مدينة ليديسميث، ما أسفر عن مقتل أكثر من ألف.
- 8 يناير - الرئيس الأمريكي ويليام مكينلي، يضع ألاسكا تحت حكم عسكري.
- 9 يناير - تسيير أول قطار بين القاهرة والخرطوم.
- 14 يناير - مجلس الشيوخ في الولايات المتحدة يقبل المعاهدة البريطانية الألمانية لعام 1899، والتي تخلت المملكة المتحدة بموجبها عن مطالبتها بجزر ساموا.
- 24 يناير - حرب البوير الثانية : قوات البوير تهزم القوات البريطانية بمعركة سبيون كوب.
- 27 يناير - ثورة الملاكمين في الصين. الدبلوماسيون الأجانب في بكين يطالبون بتأديب المتمردين.

### فبراير
- 14 فبراير - حرب البوير الثانية: في جنوب أفريقيا، 20,000 من القوات البريطانية تغزو دولة أورانج الحرة.
- 27 فبراير - المملكة المتحدة : تأسست «لجنة تمثيل العمال» (الاسم الأصلي لحزب العمال) برئاسة رامزي ماكدونالد (1866-1937)، الذي وحـّد إلى داخل الحزب الجديد جمعيات ونقابات ذات توجهات اشتراكية.

### مارس
- 9 مارس - المرأة في ألمانيا تطالب بالحق في المشاركة بامتحانات القبول بالجامعة.
- 27 مارس - وصول أسطول روسي إلى كوريا يسبب القلق لدى الحكومة اليابانية.

### أبريل
- 22 أبريل - بعد معركة كوسيري، أمنت القوات الفرنسية هيمنتها على تشاد.
- 30 أبريل - هاواي تصبح رسمياً من أراضي الولايات المتحدة.

### مايو
- 1 مايو - السلطان العثماني عبد الحميد الثاني، يصدر أمرا بإنشاء سكة حديد الحجاز لخدمة الحجاج.
- 14 مايو افتتاح دورة الألعاب الأولمبية الثانية في باريس.
- 17 مايو - ثورة الملاكمين : الملاكمون يدمرون ثلاثة قرى قرب بكين ويقتلون 60 صينياً نصرانياً.
- 18 مايو—المملكة المتحدة تعلن الحماية على تونغا.
- 28 مايو - ثورة الملاكمين : الملاكمون الهجوم الرعايا البلجيك في محطة فنغتاى للسكك الحديدية.
- 31 مايو - ثورة الملاكمين : قوات لحفظ السلام من مختلف الدول الأوروبية تصل إلى الصين.

### يونيو
- 10 يوليو - باريس ضمن الأولمبياد الثاني، أحرز راي إيوري ثلاث قلائد ذهبية في نفس اليوم بمسابقات القفز العالي والطويل والثلاثي.
- 20 يونيو - ثورة الملاكمين : جمع الملاكمون حوالي 20,000 شخصا بالقرب من بكين، وقتلوا المئات من المواطنين الأوروبيين، بمن فيهم السفير الألماني.

### يوليو
- 19 يوليو—افتتاح أول خط مترو فيباريس.
- 29 يوليو -- منزا : الفوضوي غايتانو بريشي يغتال ملك إيطاليا هومبرت الأول انتقاماً لضحايا القصف المدفعي في ميلانو عام 1898
- 30 يوليو - روما تنصيب فيكتور عمانويل الثالث ملكاً جديداً على إيطاليا

### أغسطس
14 أغسطس - ثورة الملاكمين : قوات الدولية بقيادة بريطانية، تغزو بكين وتطلق سراح رهائن أوروبيين.

### سبتمبر
25 سبتمبر - في انتخابات بريطانيا العامة : حزب العمل مشكل مؤخراً يكسب مقعدين. وونستون تشرشل ينتخب للبرلمان لأول مرة.

### أكتوبر
- 17 أكتوبر - برنارت فون بولوف أصبح مستشار الإمبراطورية الألمانية (1900 - 1909)

### نوفمبر
- 3 نوفمبر - انفصال بنما عن كولومبيا.
- 6 نوفمبر - الانتخابات الرئاسية الأمريكية : إعادة انتخاب الجمهوري ويليام مكينلي بعد هزيمته للمرشح الديمقراطي وليام جيننغز بريان.

### ديسمبر
7 ديسمبر - ماكس بلانك يكتشف قانون انبعاثات الأجسام السوداء.

## مواليد
| - أحمد فاضل كيالي - أحمد سوسة - أحمد مختار بابان - أرشيبالد ماكندو - أودا شيفر - أورهو ككونن: رئيس فنلندا بين عامي 1956 و 1981 - إبراهيم عبود - إريك فروم - إليزابيث بويه ليون - إيفند جونسون - اسطفان باسيلي - الفضيل الورتيلاني - ايثيل مانين - باولا لودفيج - بدوي الجبل - بيلا غوتمان - بينيتو دياز إراولا - تركي الأول بن عبد العزيز آل سعود - تشارلز فرانسيس ريختر - تشيونه سوغيهارا | - جيمس هيلتون - جيورجيوس سفريس - حسن الإحقاقي - حسن فتحي - حسين رياض - حصة بنت أحمد السديري - حنا مالك - دنيس غابور - رانيار غرانيت: عالم فنلندي حاز جائزة نوبل في الطب - ريشارد كون - زكي الأرسوزي - سعود بن عبد العزيز آل سعود - طه الفشني - عواد سالم - عامر السيد عثمان - عبد الله الجابر الصباح - عبد الله الفضالة - عبد الوهاب بن عبد الرحمن الفارس - غيرهارد كونتشر - فاسيلي تشيكوف - فردريك جوليو-كوري - فريتز فيلد | - فولفغانغ باولي - كارين بوي - كميل شمعون - كولين كلايف - لويس مونتباتن - محمد أسد - محمد إدريس الكاندهلوي - محمد بن أحمد النبهان الحلبي - محمد زويد - محمد محيي الدين عبد الحميد - محمد مهدي علام - محمد مهدي كبة - محمود شوقي الأيوبي - محمود فوزي باشا شابسوغ - ملدريد جيلرز - ميشيل الكرشة - هانس كريبس - هاينريك هملر - ويليام إدواردز ديمنج - يوسف وهبي - محمد صادق الخليلي |

## وفيات
- أوسكار وايلد
- إسماعيل الفلكي
- الياس كار
- جون أم.بالمر
- جون راسكن
- دري باشا
- فريدريك نيتشه
- كيوتاكا كورودا
- ماكس مولر
- محمد عثمان (مغنى)
- هنري غود بلاسدل
- 6 مارس - غوتليب دايملر المخترع الألماني. (ولد 1834 م).
- يعقوب سامي - أحد رفاق أحمد عرابي في المنفى